# 賴勳
賴勳，福建永定人，清朝政治人物、同進士出身。
嘉慶四年（1799年），登進士，授翰林院庶吉士，历官南安府知府。